# Белкейд, Ясмин
Ясмин Белкейд (Yasmine Belkaid; род. 1968, Алжир) — алжирско-американский иммунолог, специалист по взаимодействию макроорганизма и микробов. Член Национальных Академии наук (2017) и Медицинской академии (2018) США, доктор философии, научный сотрудник Национального института аллергии и инфекционных заболеваний и директор его программы по микробиому, а также директор центра иммунологии человека Национальных институтов здравоохранения США. Отмечена Emil-von-Behring-Preis (2017), Lurie Prize in Biomedical Sciences (2019) и другими отличиями.

## Биография
Окончила по биохимии University of Sciences and Technology Houari Boumediene (бакалавр, 1989; магистр, с отличием, 1990) в Алжире. В 1991 году она перебралась в Париж, где в 1996 году в Институте Пастера получила степень доктора философии по иммунологии с отличием. После этого являлась постдоком в лаборатории паразитарных болезней в Национальном институте аллергии и инфекционных заболеваний (NIAID) США. В 2002 году поступила ассистент-профессором в отдел молекулярной иммунологии Cincinnati Children's Hospital Medical Center. В 2005 году стала исследователем лаборатории паразитарных болезней NIAID. С 2008 года адъюнкт-профессор Пенсильванского университета.
Член Американской академии микробиологии (2016).
Член редколлегий Cell и Immunity (journal).
Опубликовала более 200 рецензированных работ.
- Премия Роберта Коха (2021)